# Petersburg (Wirginia)
Petersburg – miasto w Stanach Zjednoczonych w stanie Wirginia. W 2019 r. miasto to na powierzchni 60,1 km² zamieszkiwało 31 346 osób.
W mieście rozwinął się przemysł chemiczny, tytoniowy oraz odzieżowy.